# Calochortus flexuosus
Calochortus flexuosus är en liljeväxtart som beskrevs av Sereno Watson. Calochortus flexuosus ingår i släktet Calochortus och familjen liljeväxter. Inga underarter finns listade.

## Bildgalleri

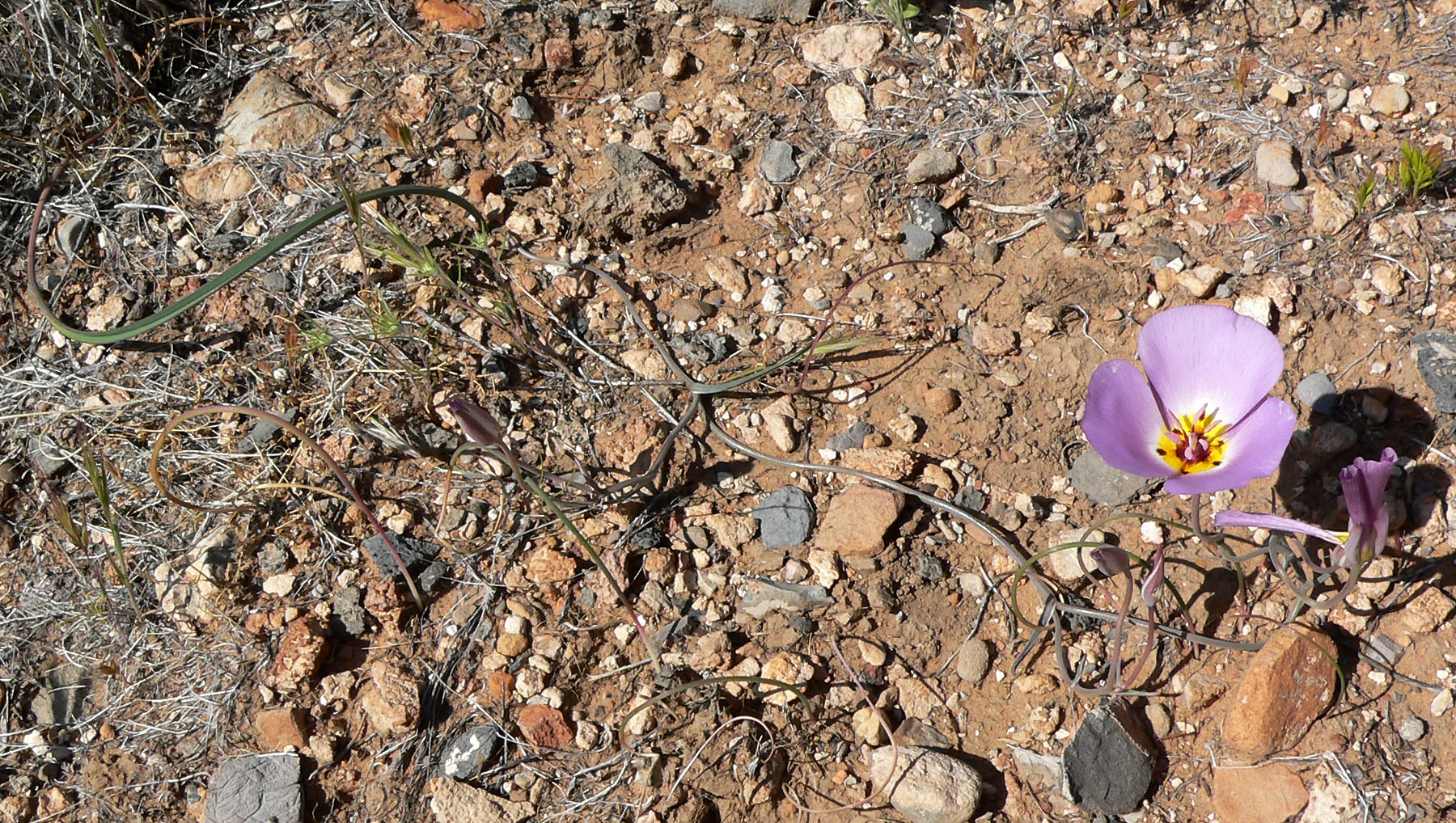
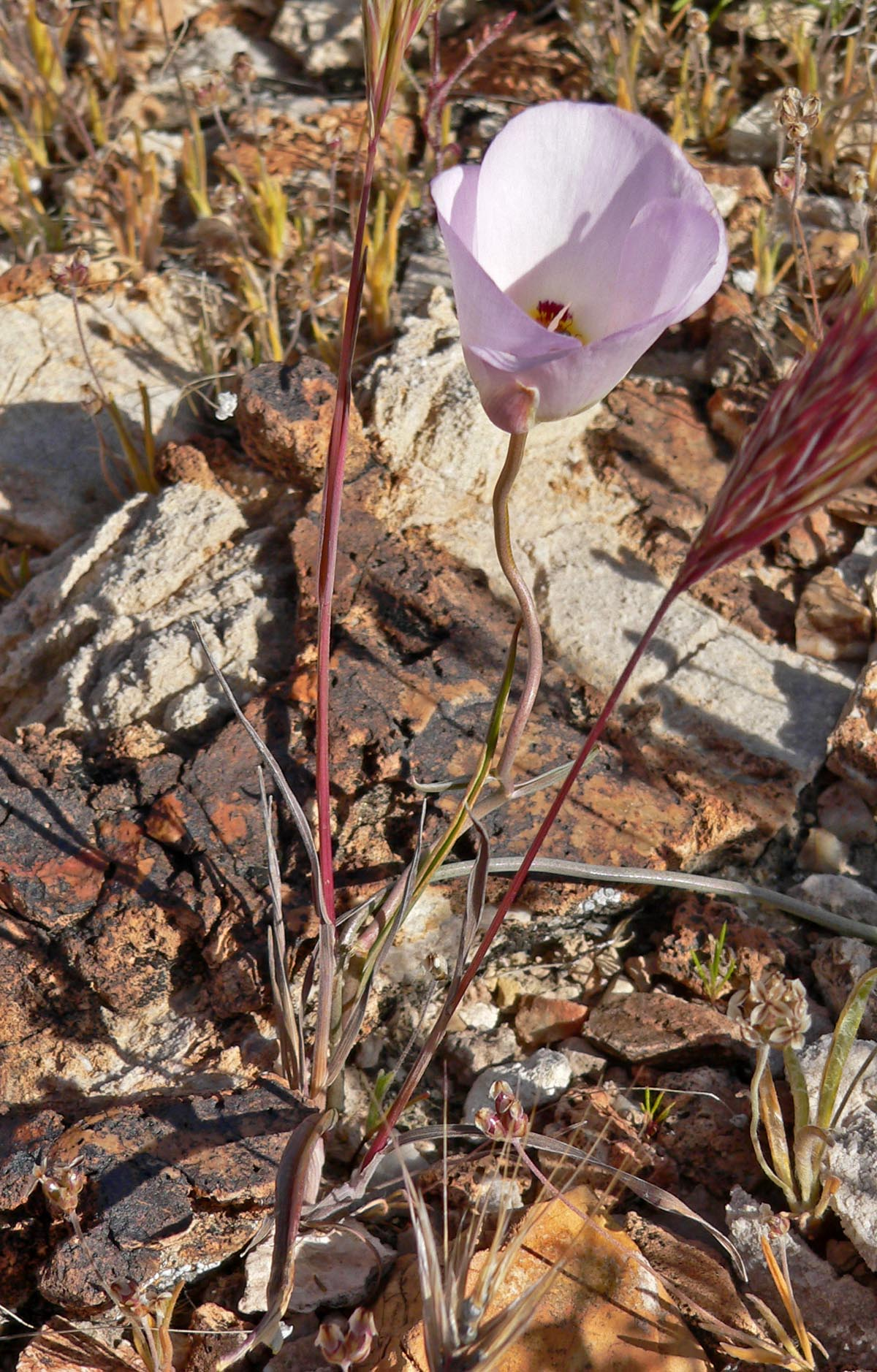
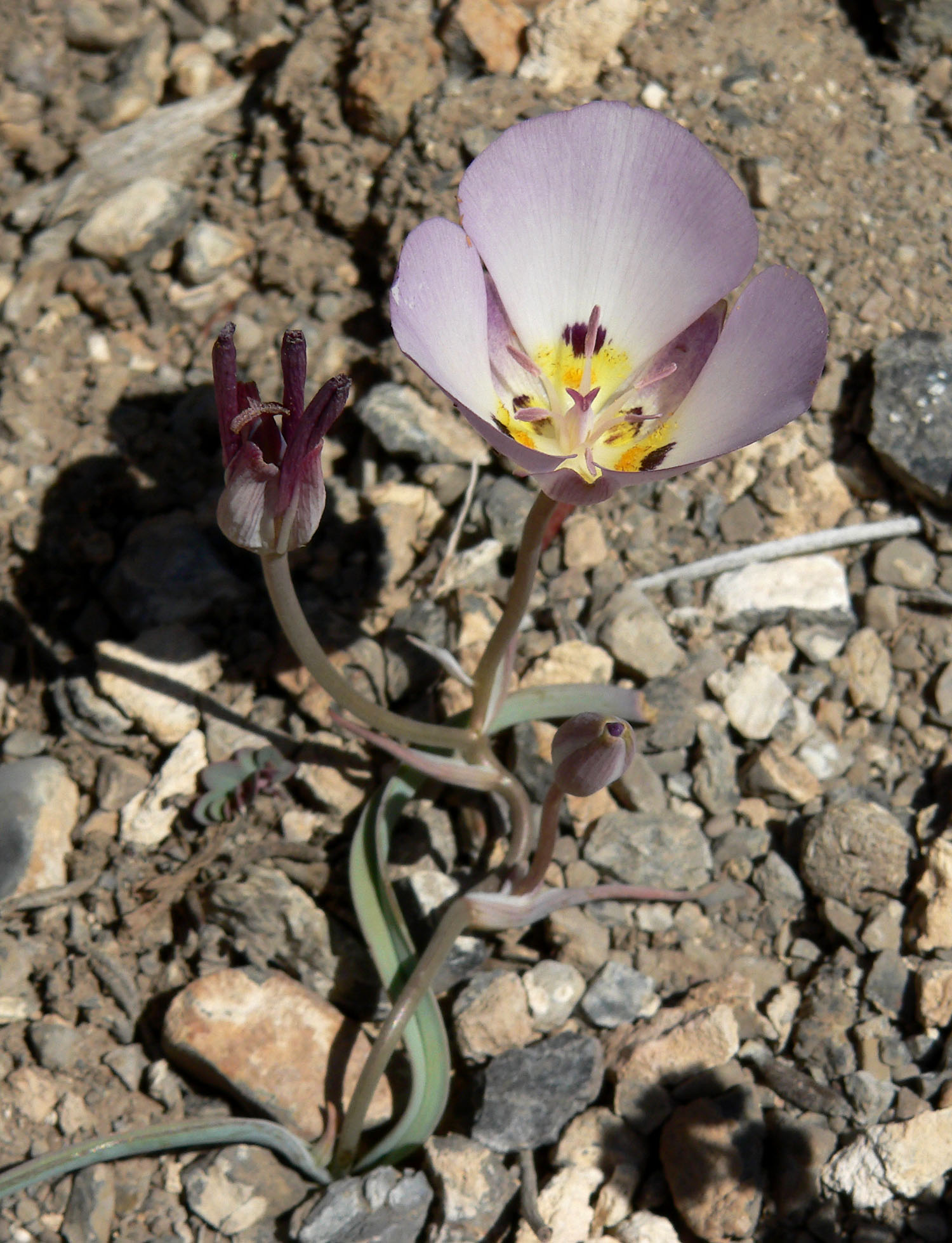
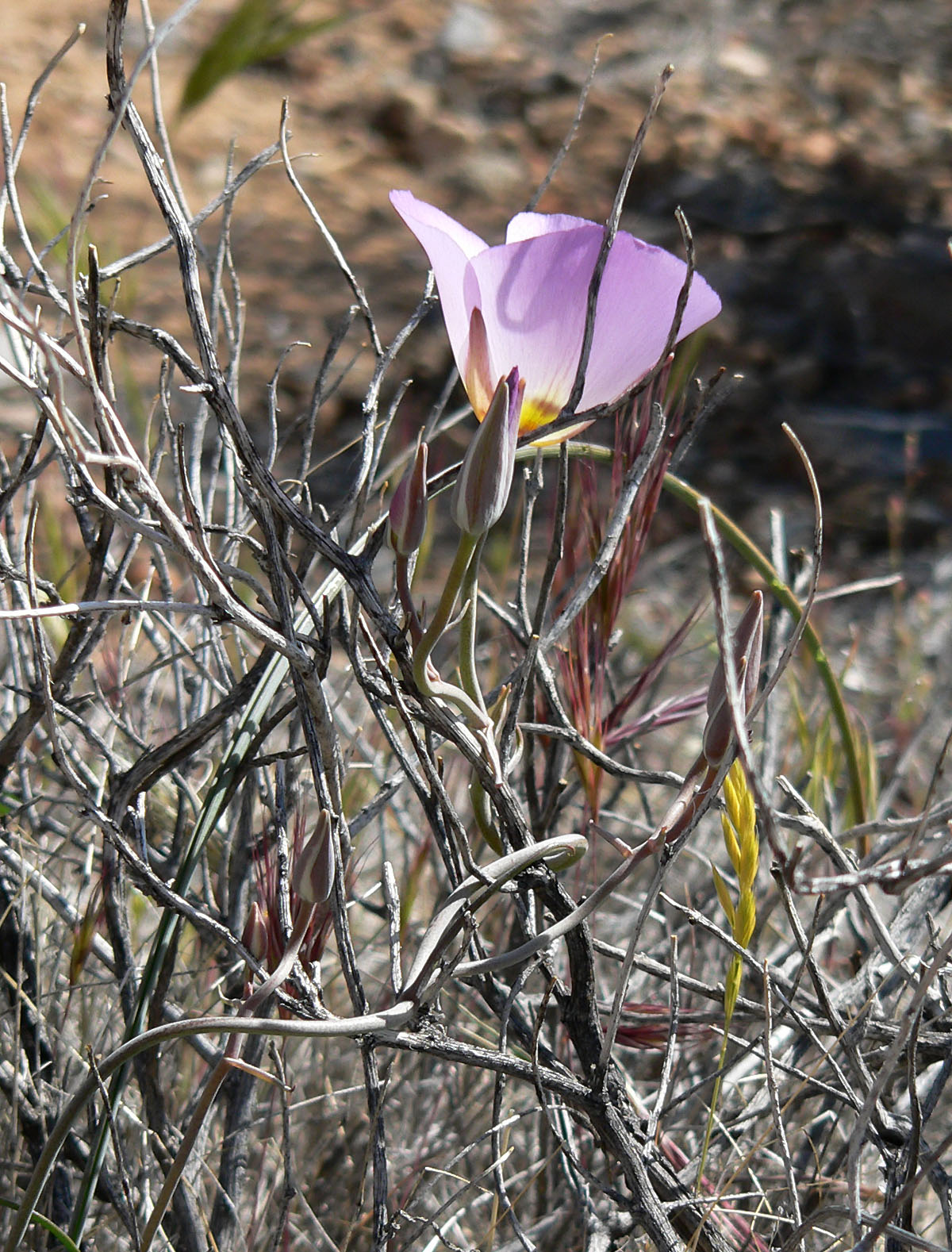
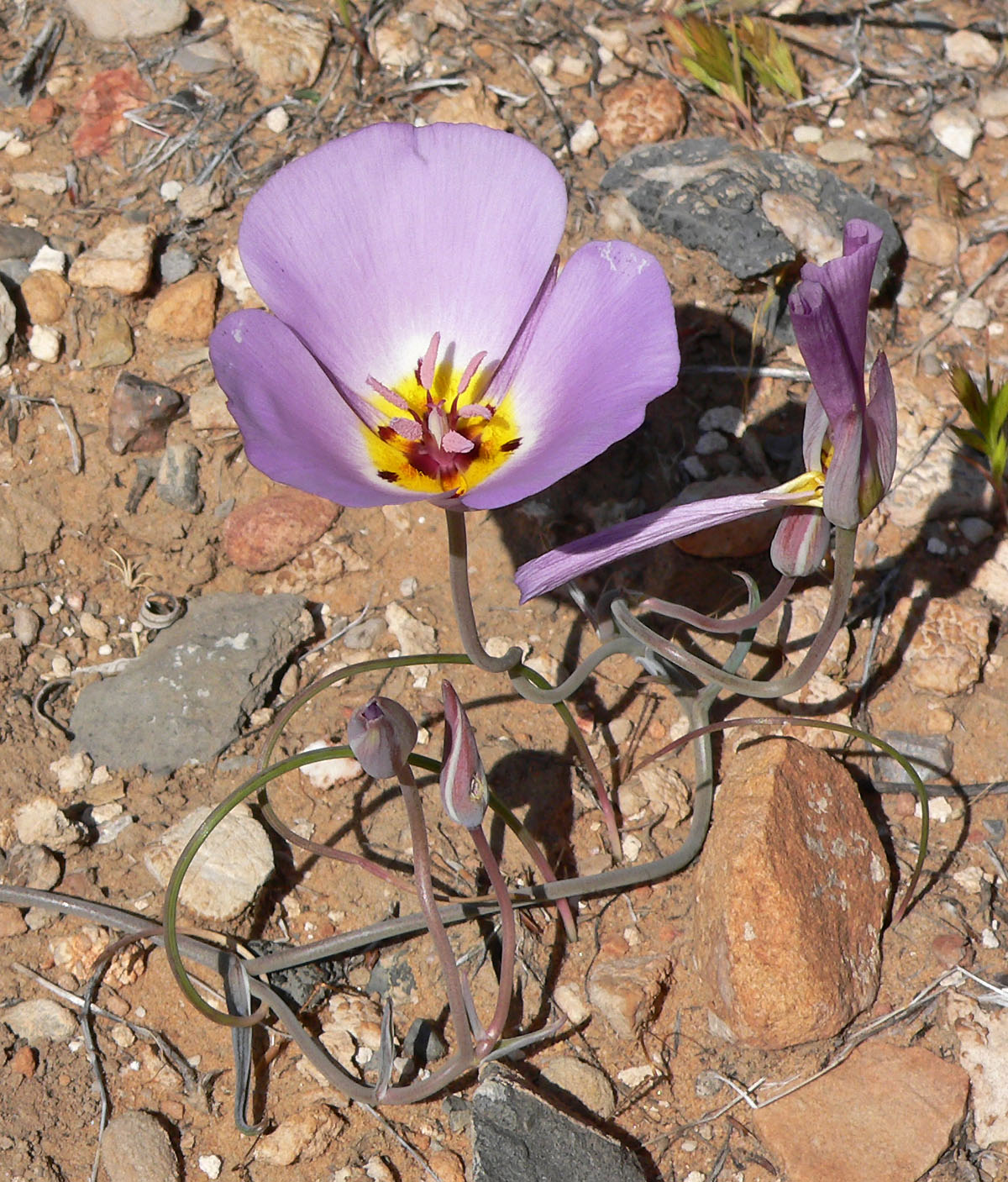
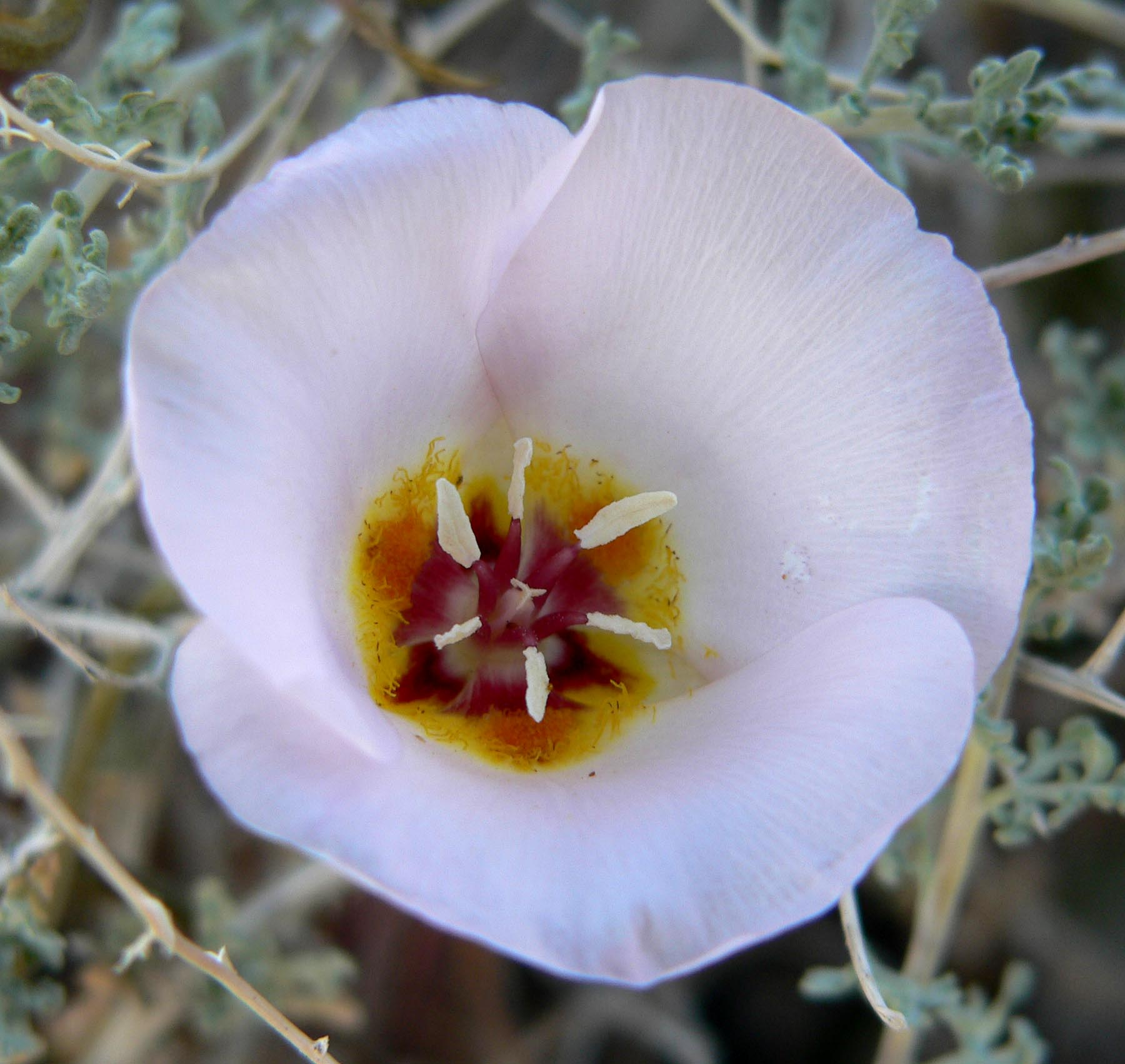